# Finanzmarktstabilisierungsergänzungsgesetz
Das Gesetz zur weiteren Stabilisierung des Finanzmarktes (Finanzmarktstabilisierungsergänzungsgesetz – FMStErgG) ist ein deutsches Artikelgesetz.
Artikel 1 des Gesetzes ändert das Finanzmarktstabilisierungsfondsgesetz. Artikel 2 ändert das Gesetz zur Beschleunigung und Vereinfachung des Erwerbs von Anteilen an sowie Risikopositionen von Unternehmen des Finanzsektors durch den Fonds Finanzmarktstabilisierungsfonds.
Kern des Gesetzes ist Artikel 3. Dieser Artikel führt ein neues Gesetz ein, das Gesetz zur Rettung von Unternehmen zur Stabilisierung des Finanzmarktes (Rettungsübernahmegesetz – RettungsG). Es ermöglicht die staatliche Übernahme von Banken in drei Phasen.

## Artikel 1 und 2
Artikel 1 ändert das Finanzmarktstabilisierungsfondsgesetz und führt in § 5a die Ermächtigung des Finanzmarktstabilisierungsfonds zum Erwerb von Anteilen an Unternehmen des Finanzsektors ein.
Artikel 2 ändert das Gesetz zur Beschleunigung und Vereinfachung des Erwerbs von Anteilen an sowie Risikopositionen von Unternehmen des Finanzsektors durch den Fonds „Finanzmarktstabilisierungsfonds – FMS“ und verleiht diesem die Kurzbezeichnung und die Abkürzung Finanzmarktstabilisierungsbeschleunigungsgesetz (FMStBG). Es regelt vor allem die Möglichkeit von Kapitalerhöhungen bei Unternehmen, die vom Staat Hilfsgelder zur Stabilisierung des Finanzmarktes erhalten haben.

## Artikel 3: Rettungsübernahmegesetz

### Erste Phase
In dieser Phase sollen alle Möglichkeiten geprüft werden, mit mildesten Mitteln eine Kontrollmehrheit des Staates zu erreichen. Für diese Zielsetzung sieht das Gesetz Erleichterungen im Gesellschaftsrecht vor.

### Zweite Phase
Wenn die erste Phase nicht erfolgreich ist, soll der Staat mit weitergehenden Mitteln eine Kontrollmehrheit des Gesellschaftskapitals an der zu verstaatlichenden Bank erreichen. Zu diesem Zweck sieht das Gesetz eine Veränderung des Gesellschaftsrechts vor, wobei in einer eintägig befristeten Hauptversammlung der Bank Mehrheitsbeschlüsse auf fünfzig Prozent plus eine Stimme des Eigenkapitals beschränkt werden. In der Versammlung müssen die Vertreter von fünfzig Prozent des Eigenkapitals anwesend sein, um die Beschlussfähigkeit zu gewährleisten. Aktionäre, die die Beschlüsse zum Fortbestand der Bank verzögern oder vereiteln, werden zu zivilrechtlichem Schadenersatz verpflichtet. Die Kontrollmehrheit des Staates wird durch eine Kapitalerhöhung vonseiten des Staates mit einem anschließenden Kapitalschnitt erreicht. Dadurch wird die Anzahl der Aktien der Bank reduziert und die bestehenden Verluste werden ausgeglichen. Die Beschlüsse der Hauptversammlung werden unverzüglich ins Handelsregister eingetragen.

### Dritte Phase
In dieser Phase, die die Übernahme des nichtstaatlichen Aktienkapitals vorsieht, können die restlichen Aktionäre ein Kaufangebot erhalten, was auf vierzehn Tage Dauer beschränkt ist. Für die Übernahme der Bank vonseiten des Staates wird eine Aktienmehrheit auf neunzig Prozent des Gesellschaftskapitals festgelegt. Kommt es nicht zu dieser aktienrechtlichen Übernahme der Bank, weil die Aktionäre in der Mehrheit der Übernahme nicht zustimmen oder mit anderen rechtlichen Mitteln verhindern, kommt es zu einem Enteignungsverfahren. Dieses Verfahren ist zeitlich bis zum 30. Juni 2009 einzuleiten. Eine entsprechende Rechtsverordnung zum Enteignungsverfahren kann bis zum 31. Oktober 2009 erlassen werden. Die rechtliche Überprüfung der Zulässigkeit des Verfahrens liegt beim Bundesverwaltungsgericht. Die zu enteignenden Aktionäre sollen eine angemessene Entschädigung erhalten. Wird die verstaatlichte Bank wieder in den Privatbesitz zurückgeführt, so erhalten die enteigneten Aktionäre für die Anteile ein Vorzugsrecht.

### Kritik
Aufgrund der bereits erfolgten Garantien und Beihilfen von etwa 92 Milliarden Euro durch den Staat und dem Risiko, dass bei einer Insolvenz oder einem Verkauf dieses Geld verloren wäre, hatte die Bundesregierung das Gesetz zur Verstaatlichung der Bankenholding geplant. Die für die Krise mitausschlaggebende Tochter Depfa war vor der Privatisierung bis zu Beginn der 1990er Jahre ein profitabler staatseigener Betrieb. Somit würden dem deutschen Staat im Falle einer Wiederverstaatlichung der Hypo Real Estate doppelte Verluste entstehen, zum einen durch staatlich-entgangene Gewinne der Depfa, zum anderen durch die Kosten der nun notwendigen Wiederverstaatlichung.
Von der Bundesregierung wird das Gesetz damit verteidigt, dass es bei einer möglichen Insolvenz und anschließender Zerschlagung der HRE ebenfalls einen Totalverlust zu erwarten hätte. Auch die Deutsche Bundesbank und die Finanzaufsicht Bafin unterstützen die Verstaatlichung der Hypo Real Estate.
Die Fraktion Die Linke und die FDP im Deutschen Bundestag stimmten gegen das Gesetz, die Fraktion der Grünen enthielt sich. Die Linke kritisierte die finanzielle Belastung für die Steuerzahler zur Rettung der Bank. Sie stellte einen nicht angenommenen Änderungsantrag, dass die HRE nach der Verstaatlichung nur wieder privatisiert werden darf, wenn vom Käufer zumindest die eingesetzten Staatsgarantien mit Zinsen zurückgezahlt werden.
Die FDP ist allgemein gegen die Verstaatlichung und Rainer Brüderle (FDP) erklärte vor der Abstimmung im Bundestag: "Heute ist ein Tag der Unfreiheit" Das Rettungsübernahmegesetz sei "ein Schlag gegen unsere Wirtschaftsordnung". FDP-Vorsitzender Westerwelle befürchtet weitere ähnliche Verstaatlichungsaktionen, sieht in dem Gesetz eine "DDR light" und verwies auf den Wortlaut des Gesetzes, in dem das Bundesfinanzministerium als "Enteignungsbehörde" bezeichnet wird. Ähnliche Kritik wie die FDP äußerten die Vorsitzenden des Arbeitgeberverbandes und des Bundesverbandes der Deutschen Industrie.
Da die Bank Hypo Real Estate (HRE) zu fast drei Vierteln im Streubesitz von Aktionären war und dazu mit J. Christopher Flowers einen Großaktionär hatte, der etwa 25 Prozent des Aktienkapitals hielt, sind breite Kreise von dem Übernahmevorhaben und einer möglichen Enteignung wirtschaftlich betroffen. Der Großaktionär Flowers hatte seine Aktien zum Kurs von ca. 30 Euro erworben und kritisierte, dass falls er seine Anteile zwangsweise für etwa einen Euro pro Aktie (Kurswert im März 2009) abgebe, er etwa eine Milliarde Euro verliere. Ohne die gewährte Staatshilfe hätte er jedoch einen Totalverlust gehabt. Außerdem sehen Kritiker durch die geplante Übernahmeaktion die Erhaltung der erheblichen Substanzwerte in der Bankbilanz (Bilanzsumme etwa 400 Milliarden Euro) bei vollständigem Eigentümerwechsel zu Billigst-Bedingungen.
Es ist möglich, dass es unter Berufung auf die Garantie des Eigentums nach Artikel 14 des Grundgesetzes zu Verfassungsbeschwerden vor dem Bundesverfassungsgericht kommen wird. Hier würde dann zu klären sein, ob der Grundsatz der Verhältnismäßigkeit bei dem Gesetz gewahrt bleibt. Die Verhältnismäßigkeit erfordert laut Verfassungsrechtler Michael Brenner, dass vor einer Enteignung der Bund zuerst ohne Erfolg versuchen muss, die Anteile der Bank freihändig oder auf der Hauptversammlung zu erwerben.

## Gesetzgebungsverfahren
Das Gesetz wurde am 20. März 2009 vom Bundestag verabschiedet. Der Bundesrat hat am 3. April 2009 zugestimmt. Das Gesetz ist vom Bundespräsidenten am 7. April 2009 ausgefertigt wurden und am 8. April 2009 im Bundesgesetzblatt verkündet worden.

## Weitere Entwicklung
Nach einem Übernahmeangebot des Finanzmarktstabilisierungsfonds konnte der Bund seinen Anteil an der Hypo Real Estate auf 47,3 Prozent der Aktien erhöhen. In einer außerordentlichen Hauptversammlung am 2. Juni 2009 setzte er unter Nutzung der Sonderregelungen im Finanzmarktstabilisierungsergänzungsgesetz eine Kapitalerhöhung durch, mit der er seinen Anteil auf 90 Prozent erhöhen kann. Damit kann er im nächsten Schritt das so genannte Squeeze-out der restlichen Aktionäre durchführen und die Bank ohne Enteignung vollständig übernehmen. Damit lief die Frist des 30. Juni 2009, bis zu der ein Enteignungsverfahren einzuleiten gewesen wäre ab, ohne dass von der Enteignungsmöglichkeit Gebrauch gemacht wurde.
Durch Beschluss der Hauptversammlung am 5. Oktober 2009 wurde die Bank Hypo Real Estate verstaatlicht. Als Eigentümer zu 100 Prozent handelt für die Bundesrepublik Deutschland der Finanzmarktstabilisierungsfonds.
Im Februar 2012 beschloss der Bundestag ein Zweites Finanzmarktstabilisierungsgesetz und im Dezember 2012 ein „Drittes Gesetz zur Umsetzung eines Maßnahmenpakets zur Stabilisierung des Finanzmarktes“ (Drittes Finanzmarktstabilisierungsgesetz – 3. FMStG). Es trat am 1. Januar 2013 in Kraft.